# ボリス1世
ボリス1世ミハイル（Борѝс I Михаѝл / Boris I Mikhail, ? - 907年5月2日）は、第一次ブルガリア帝国のハーン（在位：852年 - 889年）。ブルガリアが遊牧民の小国からヨーロッパ有数の大国に発展する礎を築いた人物。ミハイルはギリシア正教帰依後に自ら名乗った洗礼名である。

## 生涯

### ギリシャ正教受容
南スラヴ人とトルコ系であるブルガール人との融和を図るため、キリスト教の導入を考慮し、はじめギリシャ正教に帰依した（864年）。しかし、正教会の布教が自国の独立を脅かすことを恐れ、一時フランク王国と結ぼうとした（つまり、ローマ＝カトリックに改宗しようとした）。しかしローマ教皇がブルガリア教会の独立に消極的であることを知り、コンスタンティノープル総主教の管理の下、ブルガリア大主教区の実質的な独立を得たために、結局870年にギリシア正教を採用した。その後国民に改宗を強制し、異教に固執した貴族は厳しく弾圧した。

## 後継問題
889年長子ウラディミールに位を譲り修道士となったが、彼の治下に異教の勢力が復活するのを問題視したボリスはウラディミールを廃し、三男であるシメオン1世に後を継がせた後に再び引退した。